# Csermely Péter (újságíró)
Csermely Péter (Szombathely, 1966. április 5. –) magyar újságíró, publicista, televíziós műsorvezető, 1999 és 2003 között az MTV hírigazgatója. A G-Napig a Hír Tv műsorvezetője, és a  Magyar Nemzet főmunkatársa, majd főszerkesztő-helyettese. A Magyar Idők főszerkesztője 2015-től 2016-ig. 2016 óta a Mediaworks Hungary tartalomfejlesztési vezérigazgató-helyettese.

## Életpályája
Elsősorban közéleti publicisztikákat, vezércikkeket írt. A Magyar Nemzetben saját, péntekenként megjelenő rovata is volt Tiranai lepel címmel. A Hír TV-ben a Péntek 8 című, hetente megjelenő műsorban előbb Bayer Zsolttal, később - Bayer Zsolt Echo Tv-hez történt távozása után -  Gajdics Ottóval és minden alkalommal új vendéggel beszélgetett a közélet aktuális kérdéseiről. Sziluett  című, önálló műsorában híres magyarokról, jelentősebb közéleti személyiségekről adott portrét. 2015-16 között a Magyar Idők politikai napilap főszerkesztője volt.
Műsorvezetőként  a Péntek 8, a Sziluett, és a Versus című műsorokat vezette a Hír TV-ben.

## Díjai
- Mikszáth Kálmán-díj (2010)
- A Magyar Érdemrend lovagkeresztje (2013)
- A Magyar Érdemrend tisztikeresztje (2020)

## Könyvei
- Tiranai lepel, Éghajlat könyvkiadó, Budapest, 2008, ISBN 9789639862067